# Dictyna guineensis
Dictyna guineensis är en spindelart som beskrevs av Denis 1955. Dictyna guineensis ingår i släktet Dictyna och familjen kardarspindlar.
Artens utbredningsområde är Guinea. Inga underarter finns listade i Catalogue of Life.